# زابيلي س. بوياجيان
زابيلي س. بوياجيان  (بالأرمنية (Զապել Պոյաճեան)،(ولدت في1873، وتوفيت في 26 يناير1957)، رسامة عثمانية أرمينية، كاتبة ومترجمة، عاشت معظم حياتها في لندن.

## السيرة الذاتية
ولدت زابيلي س بوياجيان بدياربكر بولاية ديار بكر بالإمبراطورية العثمانية(إحدى العواصم الأرمنية القديمة،Tigranakert)، وسط عائلة نائب القنصل البريطاني في ديار بكر وهاربوت توماس بوياجيان وكاترين روجرز، سليلة الشاعر الإنجليزي صامويل روجرز.بعد مقتل والدها خلال المجازر الحميدية سنة 1895، انتقلت مع والدتها وشقيقها هنري للعيش في لندن، حيث التحقت بمدرسة سليد للفنون الجميلة. كما بدأت أيضا بتأليف كتبها الخاصة وتوضيبها. نشرت روايتها الأولى "Yestere": رومنسية الحياة حول المجازر في صاصون، تحت اسم مستعار Varteni (لندن،1901). كانت تربطها علاقة وثيقة بآنا رافي زوجة الروائي الأرمني رافي، وولديهما آرام وآرشاك اللذان انتقلا إلى لندن عقب وفاة والدهما. قامت بوياجيان دوريا بترجمة ونشر مقتطفات من روايات رافي في مجلة أرارات، كما نظمت العديد من تظاهرات القراءة تكريما لأعماله. وفي سنة 1916، قامت بوياجان بتجميع وترجمة مختارات الأساطير والقصائد الأرمنية (1916) التي عرضها الفيكونت جيمس برايس والتي تضمنت عدة قصائد مترجمة مدرجة في ترجمة أليس ستون بلاكويل. كانت كثيرة السفر ونشرت سنة 1938 مذكرات سفرها وصورا لليونان «في اليونان مع القلم ولوحة الألوان». في سنة 1948، ترجمت ونشرت القصيدة الملحمية لأفيديك إساهاجيان «أبو لالة مهاري».

كتبت بوياجيان أيضا مقالات عن شكسبير وبايرون ويوربيديس ومايكل آرلن ورافي وأفيديك إساهاجيان، كما قامت بأعمال مقارنة حول الأدب الإنجليزي والأرميني. 
وكرسامة، كانت لبوياجيان معارض في لندن سنة 1910 و 1912، وفي ألمانيا سنة 1920، وفي مصر سنة 1928.وكذلك في فرنساو إيطاليا وبلجيكا ما بين 1940-1950.

توفيت بوياجان بلندن في 28 يناير 1957.

## الكتب
- الأساطير والأشعار الأرمنية، ترجمة ز.س. بوياجان، نيويورك، صحيفة جامعة كولوبيا، الطبعة الأولى، 1916.
- جلجامش، حلم للسعي الأبدي، لندن، جورج و.جونز، 1924.
- في اليونان مع القلم ولوحة الألوان، لندن، ج. م. دانت أند سانز، 1938.

## آراء النقاد
كُتِب في المراجعات الحديثة (ديسمبر 1916) حول مختارات الأساطير والأشعار الأرمينية مايلي:
| زابيلي س. بوياجيان | ها هو ذا كتاب رائع، إكليل خالص من الأزهار الأرمينية، ومعرض لصور قدمتها لنا الآنسة بوياجيان، تطغى عليه ملاحظات ما قبل الرفائيلية بشكل مذهل. و "ما قبل الرفائيلية" يعني أن الفن البيزنطي أو الأرمني قد أعيد إحياؤه. | زابيلي س. بوياجيان |

وكتبت صحيفة سكوتسمان في 18 نوفمبر 1916:

| زابيلي س. بوياجيان | يمكن للقراء الذين ينتابهم الفضول حول أرمينيا والأرمينيين أن يقرؤوا عنهم من هذا الكتاب الرائع أكثر من باقي الكتب ذات السعة الأكبر. إنها مختارات من ترجمات الأشعار الأرمينية مرفقة بمقالات مهمة و مدروسة للسيد آرام رافي حول الملاحم و الأغاني الشعبية والشعر في أرمينيا. ..فمن المستحيل أن تقرأ أشعارها الجميلة والمتنوعة والموسيقية دون أن تدرك أن هذه الاختيارات قد تم توجيهها من خلال معرفة عميقة لمميزات الأدب للبلاد. وأن القطع المضمنة قد تم تقديمها بإجادة تامة لكيفية النقل إلى لغة أخرى لبعض من لهجاتها وإلهاماتها النموذجية ...إن العمل الملون هو بالفعل شيء جيد وسوف يثير إعجاب جميع الأشخاص الذين يعرفون كيفية تقييم العمل الجيد. | زابيلي س. بوياجيان |

كتبت جريدة منشيستر عن العمل الفني لبوياجيان:
| زابيلي س. بوياجيان | تغطي لوحات الآنسة بوياجيان العديد من المجالات، فهي تشمل الصور الشخصية والمناظر الطبيعية والألواح الزخرفية. هذه الأخيرة موجودة في مجموعتين، الأولى تمثل الإصدار ات الشخصية للفنانة المنشورة حول جلجامش، الملحمات السومرية. والأخرى، أشعار من رباعيات عمر الخيام.. إن تناغم اللون بدلاً من الخط أو الكتلة هو شغفها الرئيسي ، وكانت تحققه دون اللجوء إلى العنف في مخططات الألوان الخاصة بالطبيعة. | زابيلي س. بوياجيان |

(تم اقتباسها من أ.أ بيديكيان «الشاعر والفنان: نبذة عن زابيل بوياجيان» صحيفة أرارات صيف 1960)